# VLSI
VLSI je skraćenica od engleskog stručnog pojma: Very-Large-Scale Integration i ovaj pojam se odnosi na integrisano kolo visoke gustoće. Prva VLSI kola su se pojavila u 80-tim godinama dvadesetog veka i VLSI je četvrta generacija u razvoju integrisanih kola.

## Spoljašnje veze
- Predavanja o dizajnu i primeni VLSI sistema na Brown University (en) Архивирано на веб-сајту  (26. јун 2015)
- Spisak VLSI kompanija u svetu (en)
- Dizajn VLSI sistema (en)
- Celokupni tok dizajna VLSI čipova (en)